# Amadé (roman)
Pour les articles homonymes, voir Amadé.
Amadé (titre original : Amadé) est un roman de l'écrivaine italienne Laura Mancinelli publié en 1990.
Il raconte une aventure sentimentale de Mozart adolescent à Turin lors de son premier voyage en Italie.

## Résumé
Alors qu'il se promène pendant un mois de janvier enneigé dans les rues de Turin, où il vient d'arriver avec son père Leopold lors d'un voyage pour se former à la musique italienne, Wolfgang Amadeus Mozart est invité par un groupe de ses pairs à jouer à la mouche aveugle.
Parmi eux, une petite fille, Rosina, qui le frappe pour sa beauté. Le jeu fini, il l'accompagne chez elle et reçoit une poignée de figues séchées de la mère de la jeune femme pour l'avoir aidée à pousser le chariot.
Wolfgang retourne chercher Rosina au banquet de la Place du Dôme, et lui révèle qu'il est musicien, même si elle le considère trop jeune ; puis il apprend que son père projette de quitter Turin pour continuer la tournée, et décide de se procurer un bouquet de roses pour dire au revoir à sa Rosa.

## Contexte
Laura Mancinelli s'inspire du premier (1769-1771) des trois voyages que Mozart a effectué en Italie pour parfaire sa formation musicale. Le musicien est passé dans la capitale du Piémont en janvier 1771, juste avant son quinzième anniversaire.

## Adaptations

### Théâtre
À partir du roman, Roberto Tarasco, en collaboration avec Eleonora Moro, a librement adapté la pièce : Amadé, ovvero il genio all'epoca dei lumi (Amadé, ou le génie de l'âge des lumières), produit en 2006 et mis en scène au Teatro Regio de Turin.

### Concert
En mars 2021 une initiative appelée « Mozart à Turin » née de la collaboration de l'Unione Musicale,, du Conservatoire Giuseppe-Verdi et du Teatro stabile à l'occasion du 250ème anniversaire du séjour du jeune compositeur dans la ville, propose avec des lectures sous forme de "concert narré" par l'actrice Olivia Manescalchi quelques extraits de : Amadé, Le fantôme de Mozart et la nouvelle intitulée L'ultimo postiglione.

## Traduction en français
- Amadé / traduction en français de Jean-Pierre Pisetta, Éditions Climats, coll. « Climat d'italie », 1991, 105 p.
- Amadé / traduction en français de Jean-Pierre Pisetta, Éditions Encre bleue (édition en gros caractères), 1999, 168 p.  (ISBN 978-2-84379-091-1)